# Burlington (Észak-Dakota)
Burlington település az Amerikai Egyesült Államok Észak-Dakota államában, Ward megyében. Lakosainak száma 1291 fő (2020. április 1.).

## Népesség
A település népességének változása:

| 2010 | 1 060 |
| 2020 | 1 291 |